# Převor

Schéma znaku převora

Převor (z latinského prior) je představený kláštera u dominikánů, augustiniánů, milosrdných bratří a jiných katolických řádů nebo zástupce opata (např. u řádu premonstrátů, benediktinů, cisterciáků). V domech rytířských řádů převor podřízený velkopřevorovi řídí konvent duchovních členů. O zřizování převorů (a jejich náměstků tzv. podpřevorů) rozhoduje ústava jednotlivých řádů. Nejvyšší představený kartuziánů a augustiniánů se nazývá generální převor.

## Etymologie
Slovo je odvozeno z latinského prior – první. V ženských klášterech se užívá slova převorka nebo převoryše.
V Řeholi sv. Benedikta ze 6. století se toto slovo objevuje několikrát, ale ještě neznačil specifickou funkci, nýbrž obecně představeného mnichů. S Clunyjskou reformou v 10. století termín získal specifický význam, a to obdobný funkci probošta.

## Odvozené tituly
- Kníže-velkopřevor je unikátní titul hlavy české frakce Maltézského řádu
- Konventuální převor (latinsky prior conventualis) je nezávislým představeným kláštera, který není opatstvím (tj. klášter je převorstvím).
- Podpřevor je v některých větších komunitách zástupce převora.
- Podřízený převor je představeným kláštera, který podléhá většímu opatství.
- Prior claustralis je náměstkem opata.
- Převor-administrátor (u premonstrátů Prior de regimine) je hlavou kláštera, který je opatstvím, v němž ale není z nějakého důvodu ustanoven opat. Dle regulí daného řádu může v této pozici disponovat některými právy opata.